# Desulo
Desulo är en ort och kommun i provinsen Nuoro i regionen Sardinien i sydvästra Italien. Kommunen hade 2 310 invånare (2017).